# Celleporina costata
Celleporina costata är en mossdjursart som först beskrevs av William MacGillivray 1869.  Celleporina costata ingår i släktet Celleporina och familjen Celleporidae. Inga underarter finns listade i Catalogue of Life.